# Operazione Dynamo
L'operazione Dynamo (in inglese Operation Dynamo), conosciuta anche come miracolo di Dunkerque o evacuazione di Dunkerque, fu un'operazione di evacuazione navale su larga scala delle forze Alleate che ebbe luogo dal 27 maggio al 4 giugno 1940, dopo che le truppe britanniche della British Expeditionary Force (BEF) assieme alle forze franco-belghe erano state tagliate fuori e circondate dalle unità corazzate tedesche giunte sulle coste della Manica a seguito del riuscito sfondamento del fronte sulla Mosa. Si trattò del momento culminante e finale della cosiddetta battaglia di Dunkerque, presso il confine tra Francia e Belgio. Dato il completo isolamento via terra di queste truppe (oltre 1 milione di soldati del Regno Unito, Francia e Belgio), l'unica via di salvezza era la fuga nel Regno Unito attraverso il trasporto via mare con unità navali di qualsiasi tipo.

## Antefatto

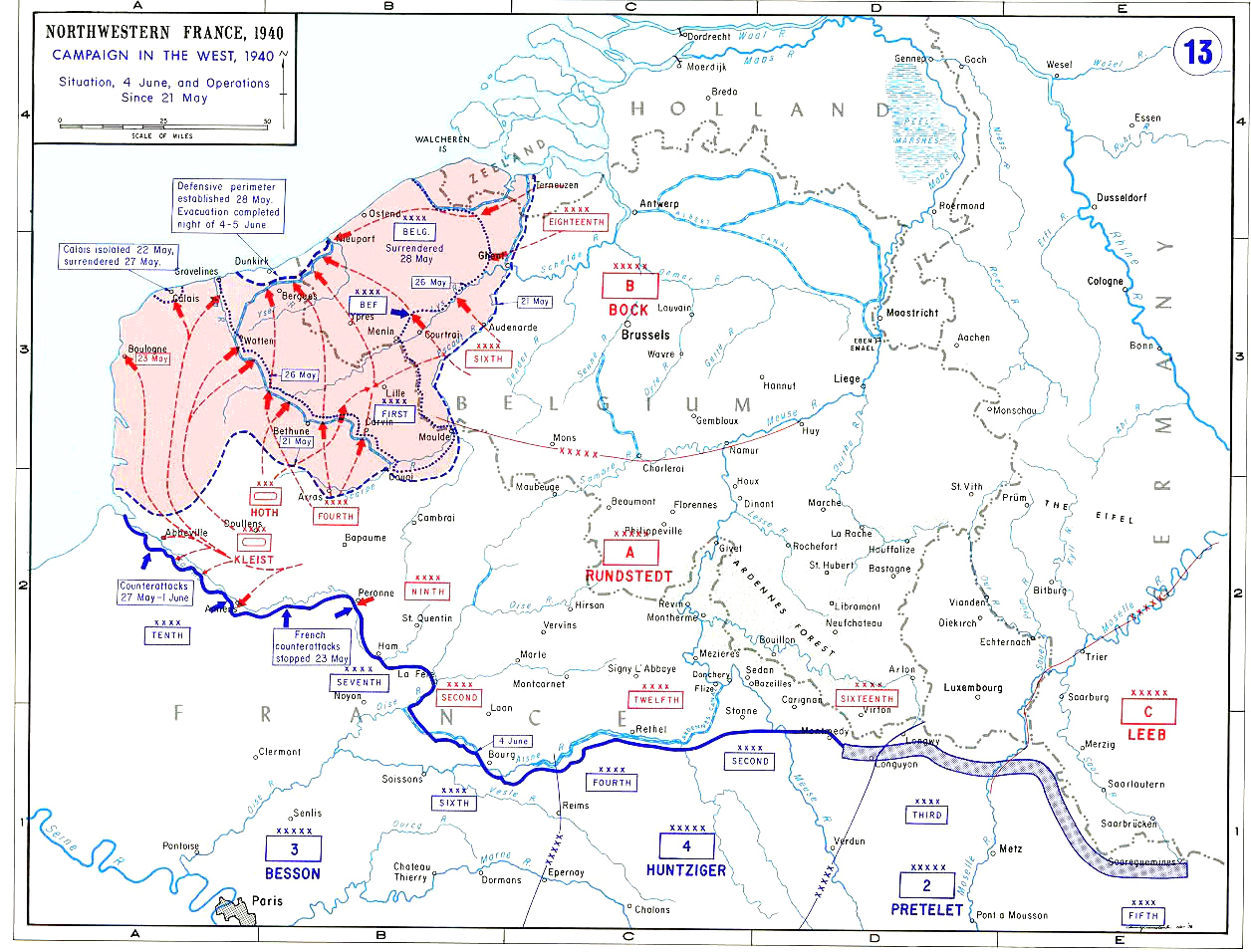
I movimenti durante l'accerchiamento di Dunkerque

Alla fine del maggio 1940, la Wehrmacht nella sua avanzata verso la Manica aveva spinto in una sacca sempre più stretta il Corpo di Spedizione Britannico (British Expeditionary Force) e dieci divisioni della 1ª Armata francese. Ai britannici non restava altra scelta che reimbarcarsi verso l'Inghilterra, ma dei tre porti a disposizione, Boulogne, Calais, Dunkerque, solo quest'ultimo aveva resistito ai tedeschi, per quanto bombardato giorno e notte dall'artiglieria e dall'aviazione. Fu pertanto giocoforza scegliere Dunkerque per porre in salvo le truppe Alleate, secondo un piano che portò al coinvolgimento di ben 850 imbarcazioni di tutti i tipi, dalle grosse unità militari ai pescherecci e ai piccoli natanti da diporto.
L'operazione fu pianificata dal vice ammiraglio Bertram Home Ramsay e discussa con Winston Churchill nella Dynamo Room (una stanza nel quartier generale della Marina sotto il Castello di Dover al cui interno era collocata una dinamo che forniva l'elettricità), per cui fu dato all'operazione questo nome.
In un discorso alla Camera dei Comuni, il Primo ministro britannico Winston Churchill dichiarò che gli eventi in Francia erano stati "un colossale disastro militare"; la base e il cervello di tutte le forze armate britanniche rischiavano di essere eliminate e catturate sulle spiagge di Dunkerque. In questo suo discorso, passato alla storia come We shall fight on the beaches ("Noi combatteremo sulle spiagge"), Churchill salutò l'intera operazione di salvataggio come un "miracolo di liberazione" in cui le forze Alleate rischiarono di essere quasi totalmente eliminate dalle armate naziste.

## Le operazioni di evacuazione

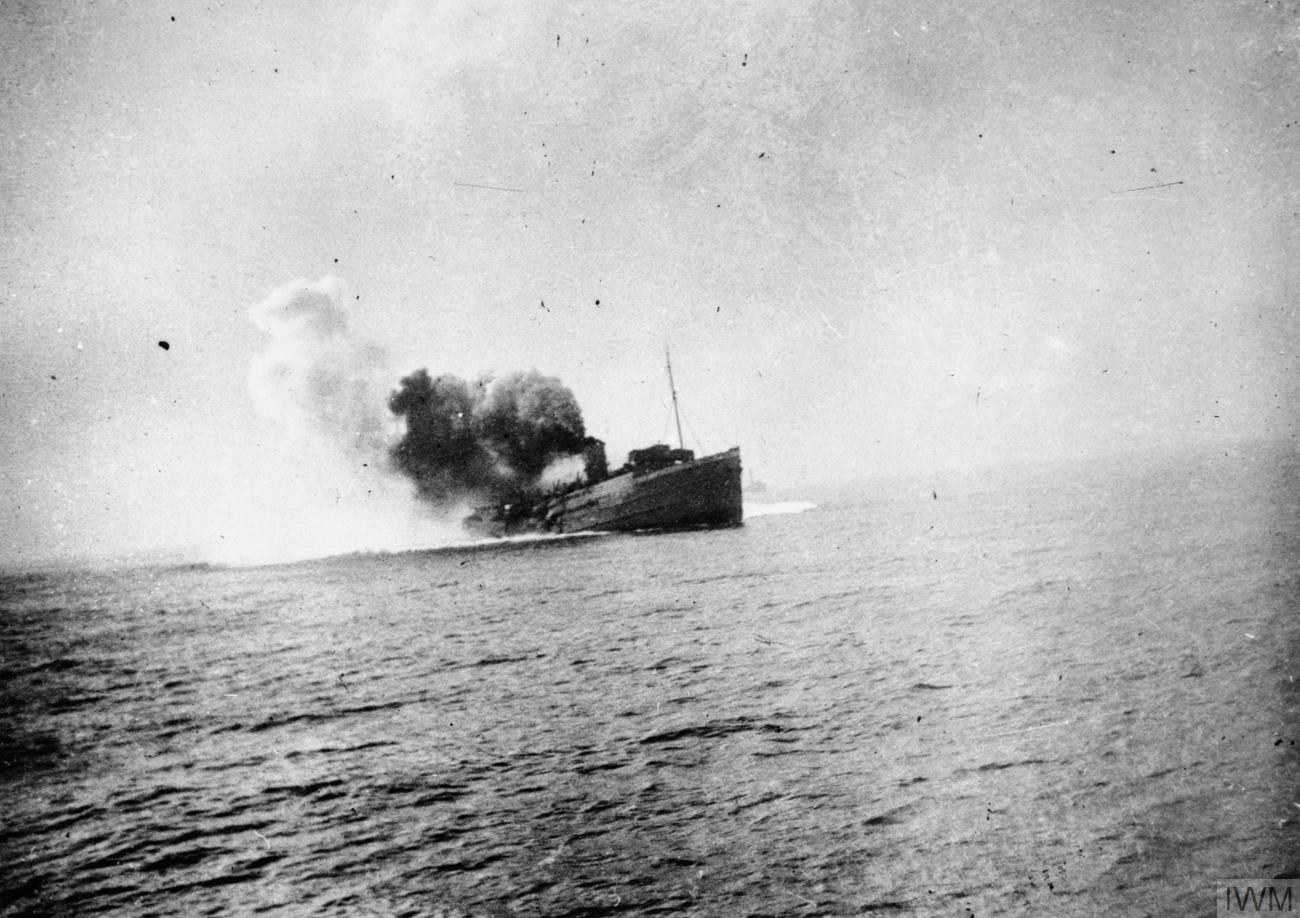
Il traghetto dell'isola di Man SS Mona's Queen affonda dopo aver colpito una mina al largo di Dunkerque il 29 maggio 1940

Il primo giorno solo 7 010 uomini furono evacuati, ma al nono giorno il totale arrivò a 338 226 soldati (198 229 britannici e 139 997 francesi secondo Taylor), tratti in salvo da una flotta frettolosamente creata di imbarcazioni di vario genere: oltre ai 42 cacciatorpediniere messi a disposizione dalla marina militare britannica, altre imbarcazioni furono messe a disposizione dalla marina mercantile ma anche da comuni cittadini; tra le imbarcazioni usate, centinaia furono navi da pesca, da diporto e addirittura scialuppe di salvataggio. L'imbarcazione più piccola a essere utilizzata fu una lancia di 15 piedi (4,6 m), il Tamzine, oggi custodito all'Imperial War Museum. Questo fu definito come il miracle of the little ships ("miracolo delle piccole barche") che oggi resta ancora ben impresso nella memoria storica della Gran Bretagna.
Per altri, le stime sui soldati francesi sono relativamente diverse, e non possono comunque essere accurate in quanto le registrazioni delle unità francesi vennero distrutte sul suolo francese; i valori, comprensivi dei soldati belgi evacuati, sono oscillanti tra i 123 095 dichiarati dall'Ammiragliato britannico, i 102 560 del War Office, i 111 172 dello storico Bell, i 112 107 del Direttorato del casermaggio britannico. Di questi, alla fine, solo 2 000 rimarranno sul suolo britannico perché in cura per le ferite riportate o per altre ragioni.

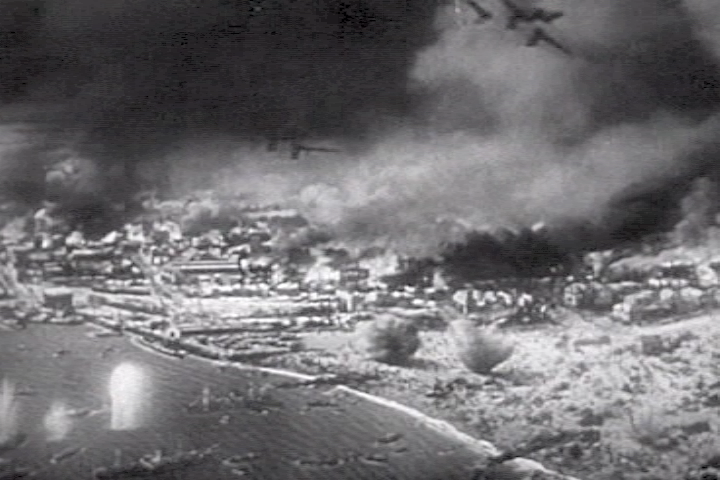
Foto aerea della spiaggia con le truppe e le navi sotto le bombe, in un film di Frank Capra del 1943, Divide and Conquer (Why We Fight #3), realizzato anche con materiale di archivio o catturato al nemico

A causa della censura in tempo di guerra, nel tentativo di tenere alto il morale della nazione, il "disastro di Dunkerque" non fu pubblicizzato né trattato dalla stampa anglo-francese, anche se nelle nazioni coinvolte ci fu una grossa partecipazione popolare negli avvenimenti che videro impegnati i tre eserciti Alleati. I piani iniziali prevedevano il salvataggio di 45 000 uomini della British Expeditionary Force entro due giorni, quando ci si aspettava che le truppe tedesche sarebbero state in grado di bloccare i piani britannici. In questi due giorni, però, i britannici riuscirono a mettere in salvataggio solamente 25 001 uomini.
Il 29 maggio le operazioni di imbarco furono paralizzate per molte ore da un violento bombardamento, durante il quale i soldati, presi dal panico, si gettarono a nuoto per raggiungere le imbarcazioni e molti di essi annegarono. L'ammiraglio Ramsey fu costretto a vietare gli imbarchi nelle ore diurne e il ministero britannico della guerra, temendo di non poter mantenere attive le proprie rotte vitali di comunicazione, ordinò di sottrarre all'operazione Dynamo gli incrociatori più moderni. La drammatica richiesta d'aiuto di Ramsey fu però cruciale, e nel pomeriggio del 30 maggio arrivarono sei moderni cacciatorpediniere a prestare il proprio aiuto.
Nelle operazioni iniziali di soccorso vennero impiegati in tutto dieci cacciatorpediniere e un massiccio intervento della RAF che al 29 maggio consentirono il soccorso di 47 310 soldati britannici, nonostante un primo pesante attacco aereo da parte della Luftwaffe nella serata del 29, tra l'altro ben contenuto dalla RAF. Il giorno successivo vennero tratti in salvo altri 54 000 uomini tra cui i primi soldati francesi.
Il 30 maggio continuò senza sosta l'evacuazione delle truppe Alleate, mentre l'artiglieria britannica, con le ultime munizioni rimaste, cercava di tenere a bada le truppe tedesche in avanzata. Durante questa giornata di operazioni, la Luftwaffe affondò ben tre cacciatorpediniere e ne danneggiò sei, senza contare i numerosi pescherecci e i mercantili colati a picco. Entro il 30 maggio 126 000 uomini erano stati evacuati e, con l'eccezione di piccoli contingenti rimasti isolati durante la ritirata, tutto il resto della BEF aveva già raggiunto la testa di ponte di Dunkerque. La difesa di questa testa di ponte, contro l'avanzata a tenaglia del nemico da terra, diventò quindi più vigorosa e risoluta. I tedeschi si erano lasciati sfuggire la grande occasione di poter immobilizzare con un rapido e deciso intervento le forze Alleate sulla costa.
Il 31 maggio riuscirono a imbarcarsi 68 104 uomini, mentre i comandi britannici decisero di non utilizzare più le navi da guerra per le operazioni a Dunkerque, dato che non potevano più permettersi il lusso di perdere altre unità. Lo stesso giorno il comandante della BEF, Lord John Gort, venne richiamato in patria e lasciò il comando delle truppe ancora in suolo francese al maggior generale Harold Alexander e con Sir Alan Francis Brooke si imbarcò verso Dover.

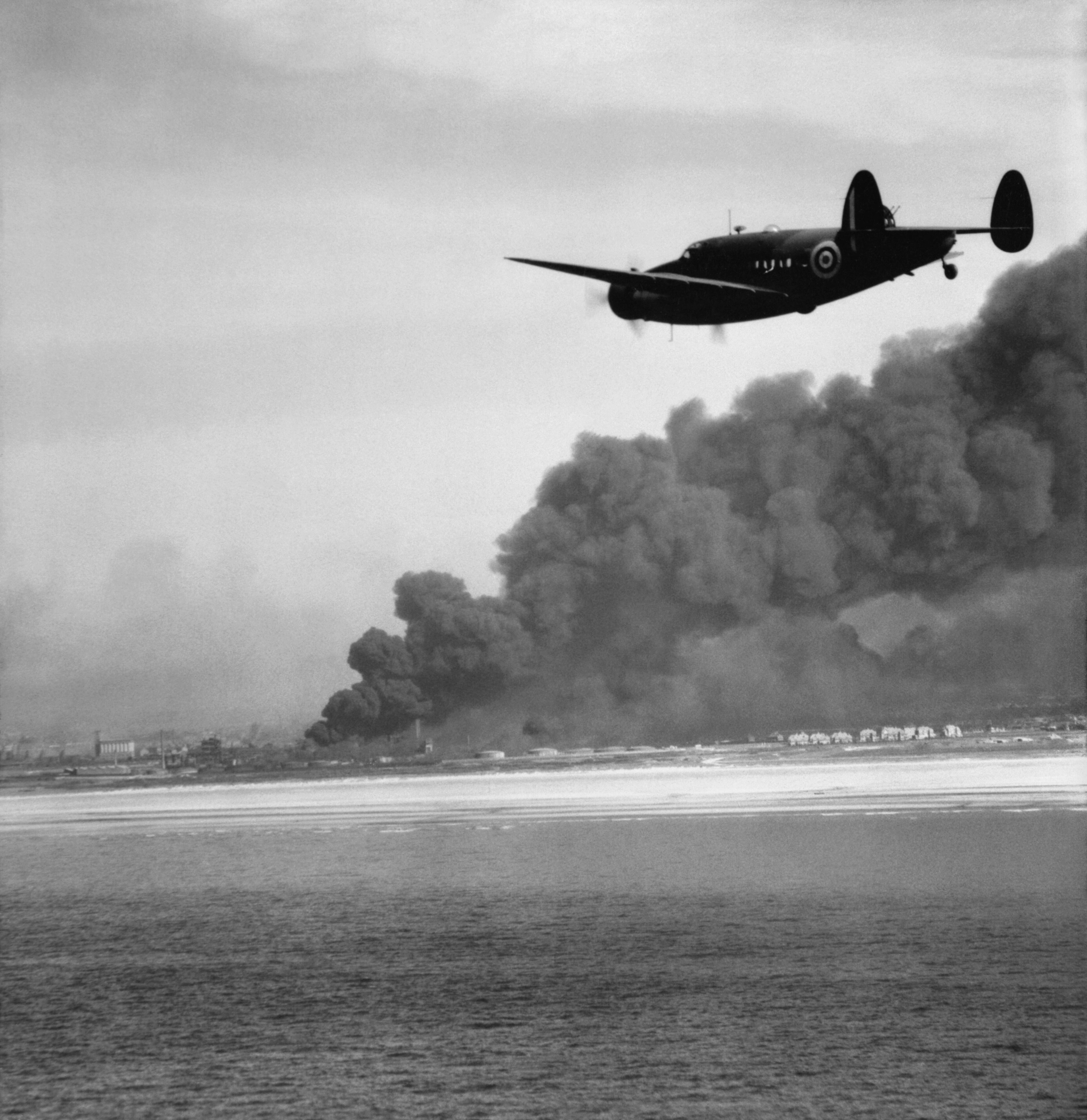
Una ricognizione aerea effettuata dalla RAF durante Dynamo; l'aereo è un Lockheed Hudson del No. 220 Squadron

I francesi non vennero messi al corrente dell'intenzione britannica di evacuare la totalità della BEF e l'ammiraglio Nord e il generale Blanchard ritenevano di poter contare ancora su truppe del Regno Unito per un ultimo sforzo nel mantenere la città e la regione del Lys; Alexander stesso, che aveva come priorità gli interessi britannici di salvare le truppe, si imbarcò il 1º giugno, e in quel momento secondo vari storici, le relazioni anglo-francesi toccarono il loro punto più basso dall'inizio della guerra. Tra i britannici, le opinioni sul da farsi erano contrastanti, da quella di Churchill che voleva equamente reimbarcati britannici e francesi al pensiero di Gort per cui "ogni soldato francese salvato era un soldato britannico sacrificato". Per i francesi venne data deliberatamente priorità al reimbarco di ogni soldato britannico mentre vennero anche citati accordi tra i due ammiragliati che prevedevano come ogni flotta reimbarcasse le proprie truppe, cosa impossibile da attuare per la flotta francese sbilanciata nel Mediterraneo e in Africa, con pochissime navi in Atlantico. Per alcuni, i britannici respinsero addirittura i francesi che tentavano di imbarcarsi puntando loro contro le armi, ma anche casi in cui i francesi rifiutarono con varie motivazioni di imbarcarsi. In ogni caso, dopo un colloquio tra Reynaud e Churchill in cui si minacciava un decadimento delle relazioni tra i due paesi, dopo il 30 maggio le truppe vennero evacuate in numero eguale tra i due eserciti.
Una volta trasportati oltre la Manica, i soldati venivano smistati con un efficiente servizio ferroviario organizzato dalla sezione Movement Control del War Office; caricati nei porti del Sud dell'Inghilterra, venivano scaricati alle stazioni di Aldershot, Salisbury e Reading, organizzati e smistati nei campi di accoglienza di Aldershot, Tidworth, Dorchester, Blandford, Oxford e Tetbury. Minuziose istruzioni di instradamento dirigevano i treni da Ramsgate e Margate via Reading, quelli da Hastings, Eastbourne, Newhaven, Brighton o Southampton venivano inviati a Salisbury via Chichester, e da Dover e Folkestone via Redhill, per essere ripartiti tra i campi di Aldershot, Salisbury o Reading, mentre ogni sbandato che fosse arrivato a Londra sarebbe stato inviato ad Aldershot; nessun treno doveva però arrivare a Londra, già soggetta a ordini di evacuazione per i rischi di bombardamento.
Nonostante in quel periodo i rapporti tra britannici e francesi non fossero i migliori, in quanto i primi accusavano i francesi di scarsa combattività e i francesi – considerando l'evacuazione una fuga – accusavano il Regno Unito di una sorta di tradimento, la popolazione britannica accolse i soldati francesi con cibo, vestiario, e calore umano. Tanto che molti soldati descrissero positivamente l'esperienza: il reduce Léon Deslandes, della 21e D.I (divisione di fanteria), lo definisce «le Paradis après l'Enfer» ("il paradiso dopo l'inferno"). Altra descrizione raccolta nell'ambito di un'indagine del 2005 alla domanda Quel accueil avez-vous reçu? il reduce Auguste Lorit rispose Accueil chaleureux. Ravitaillé dans le train aux gares. Ravitaillement normal. ("Accoglienza calorosa. Riforniti in treno nella stazione. Rifornimento normale").
Il programma era di tenere insieme le unità e comunque rinviare le truppe in Francia con una cadenza di 15 000 soldati al giorno, tanto che venne chiesto all'addetto militare francese di organizzare il servizio di mensa in patria in tal senso. Il trasporto doveva essere fatto da navi britanniche, francesi e olandesi, tanto che era previsto un viaggio il 1º giugno con 3 000 soldati su tre navi britanniche e altrettanti su tre navi olandesi, e nei giorni successivi, 5 000 soldati francesi al giorno trasportati in Francia e altrettanti britannici reimbarcati per il viaggio di ritorno. Tutta l'operazione venne organizzata per telefono, senza tracce scritte, in parte per l'urgenza, ma in prevalenza per ragioni di sicurezza.

### Dal 1º al 5 giugno

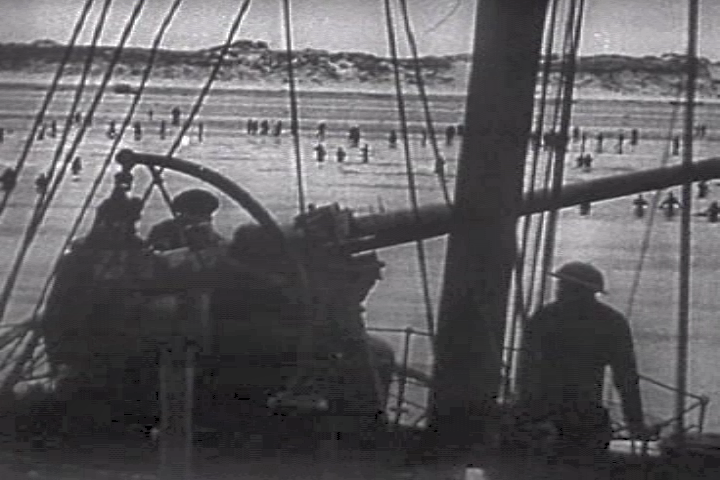
Un cannone navale inglese a copertura delle operazioni di evacuazione

L'artiglieria tedesca sottopose il litorale di Dunkerque a un intenso cannoneggiamento, mentre la Luftwaffe lanciò l'attacco più violento dall'inizio dell'operazione. In poche ore vennero affondati un cacciatorpediniere francese e tre caccia britannici, assieme a due navi traghetto, un dragamine e una cannoniera. La linea di difesa britannica venne sfondata a Bergues, a pochi chilometri da Dunkerque, il che rese necessario un ulteriore ripiegamento delle retroguardie verso la costa. Verso sera l'ammiraglio ordinò la fine per la giornata delle operazioni di imbarco, ma nonostante tutto ciò ben 64 229 uomini furono tratti in salvo prima della sospensione delle operazioni.
Nella notte del 2 giugno il comandante Tennant trasmise da Dunkerque il messaggio: «Il corpo di spedizione è stato evacuato», ebbe quindi fine l'operazione Dynamo mentre gli ultimi 4 000 uomini britannici lasciarono il suolo di Francia. Tennant, che più tardi avrebbe comandato l'incrociatore da battaglia HMS Repulse fino al suo affondamento e durante lo sbarco in Normandia comandò uno dei porti artificiali Mulberry, era arrivato il 26 maggio sul cacciatorpediniere HMS Wolfhound per svolgere il ruolo di beachmaster, cioè coordinatore dell'imbarco, e per il modo in cui svolse il suo compito venne soprannominato dai suoi equipaggi Dunkirk Joe.
Il giorno seguente le truppe tedesche effettuarono l'ultimo sforzo decisivo contro il perimetro di Dunkerque, dove la retroguardia francese fu costretta a ripiegare su una linea che distava poco più di tre miglia (quasi 5 km) dalla base del molo est. L'ultima imbarcazione, il cacciatorpediniere Shikari, salpò alle 3:40 del mattino del 3 giugno con un migliaio di soldati francesi a bordo, un'ora prima del sorgere del sole, mentre i tedeschi stavano ormai per irrompere sulla spiaggia di Dunkerque, con anche 383 soldati francesi a bordo. Immediatamente, due navi di blocco vennero affondate nel canale di accesso al porto.
In conclusione, dal 27 maggio alle prime ore del 4 giugno, lasciarono la Francia 338 226 uomini, di cui circa 120 000 francesi. Nelle operazioni guidate dall'ammiraglio Ramsey, vennero mobilitate tutte le imbarcazioni disponibili, compresi i panfili privati grandi o piccoli: così contro i soli 7 669 uomini imbarcati il primo giorno dell'operazione, il 28 vennero posti in salvo 17 804 soldati della BEF, il 29 ben 47 310, mentre tra il 30 e il 31 maggio addirittura 120 927, ben 64 229 nella sola giornata del 1º giugno, e altri 54 000 fino alla notte tra il 3 e il 4 giugno. Durante le operazioni, la RAF riuscì a contrastare efficacemente la Luftwaffe nei suoi attacchi alle spiagge, e nel complesso l'effetto delle bombe di aereo sganciate venne spesso molto attutito dalla sabbia.

### Resoconto

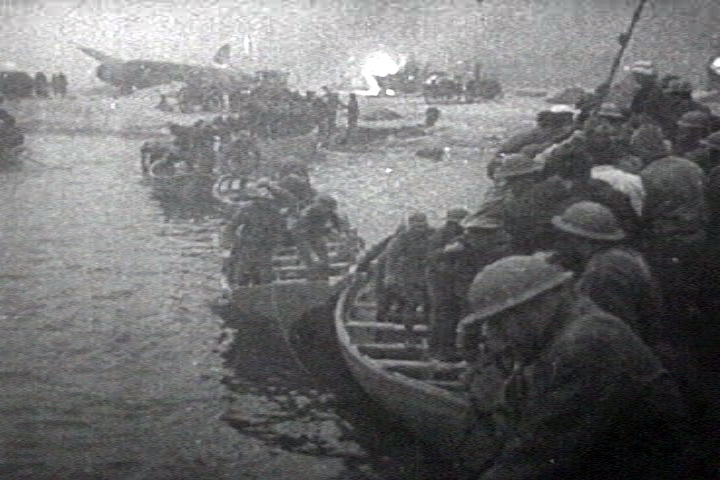
Un ponte di scialuppe consente ai soldati inglesi di essere tratti in salvo

| Data      | Truppe evacuate dalla spiaggia | Truppe evacuate dal porto | Totale  |
| --------- | ------------------------------ | ------------------------- | ------- |
| 27 maggio | -                              | 7 669                     | 7 669   |
| 28 maggio | 5 930                          | 11 874                    | 17 804  |
| 29 maggio | 13 752                         | 33 558                    | 47 310  |
| 30 maggio | 29 512                         | 24 311                    | 53 823  |
| 31 maggio | 22 942                         | 45 072                    | 68 014  |
| 1º giugno | 17 348                         | 47 081                    | 64 429  |
| 2 giugno  | 6 695                          | 19 561                    | 26 256  |
| 3 giugno  | 1 870                          | 24 876                    | 26 746  |
| 4 giugno  | 622                            | 25 553                    | 26 175  |
| Totale    | 98 780                         | 239 446                   | 338 226 |

## Il reimbarco delle truppe francesi
Come previsto, molti dei francesi recuperati vennero rimandati in Francia dopo un paio di giorni. Le navi francesi Ville d'Alger, Ville d'Oran, El Djézaïr, El Mansoir ed El Kantara, reimbarcarono il 2 giugno alcune migliaia di soldati da Plymouth a Brest, seguite nella notte tra il 2 e il 3 dalla Général Metzinger. Varie navi britanniche fecero la spola tra Southampton e Cherbourg fino al 7 giugno, e in nessun momento la Kriegsmarine tentò di disturbare le operazioni, anche per il completo controllo del Canale della Manica da parte della Royal Navy.
I soldati vennero condotti nelle zone di Caen, Thury-Harcourt, Rennes, Lisieux e la regione di Parigi. Venne fatto anche un tentativo di ricostituire alcune unità francesi direttamente a Dunkerque, e il generale Weygand insistette il 6 giugno per ricostituire le truppe in divisioni organiche il più presto possibile. In complesso, qualcuno ha stimato che meno della metà dei soldati salvati furono rimessi in grado di riprendere le armi contro i tedeschi. In quei giorni il comando francese stava valutando l'idea di costituire un "ridotto bretone" dove proteggere il governo fino a quando non avesse potuto trasferirsi in Africa per continuare a combattere, idea poi giudicata impraticabile. Di fatto, il reimbarco rimandò la cattura dei soldati francesi solo di poche settimane, e molti di loro vennero deportati in Germania dopo l'armistizio.

## Perdite di materiale

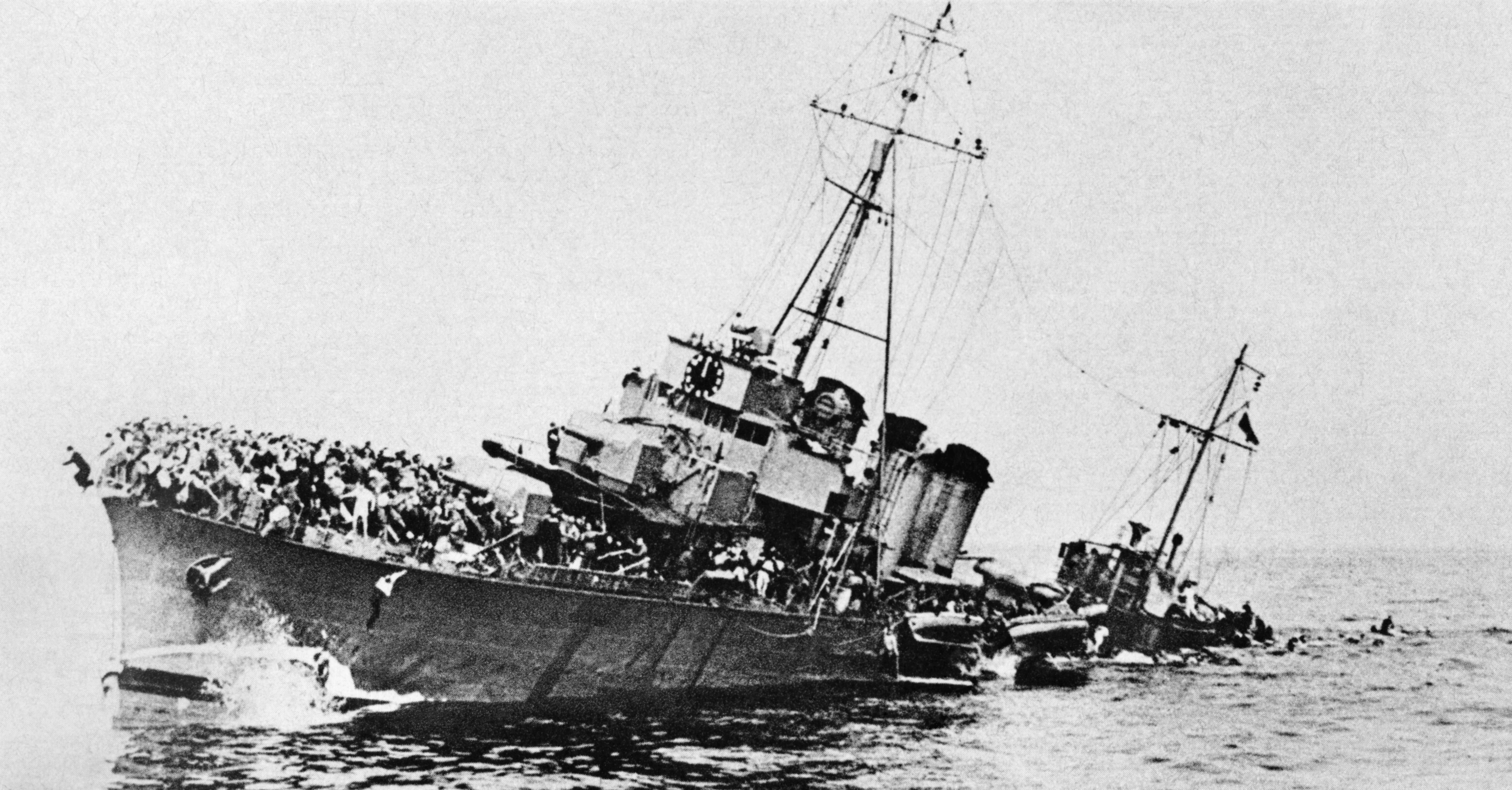
Il cacciatorpediniere francese Bourrasque affonda carico di truppe dopo essere stato colpito il 30 maggio 1940

A disposizione del nemico rimase un bottino di proporzioni incredibili; i britannici avevano abbandonato sul suolo francese circa 2 000 cannoni, 60 000 automezzi, 76 000 tonnellate di munizioni, 600 000 tonnellate di carburante e di rifornimenti di ogni genere. La Gran Bretagna rimase praticamente disarmata sul suolo metropolitano britannico: al termine delle operazioni erano disponibili solamente circa 500 pezzi d'artiglieria, compresi quelli prelevati dai musei. Complessivamente nel disperato tentativo di salvataggio andarono perse circa 200 imbarcazioni di tutte le dimensioni, tra cui sei cacciatorpediniere britannici e tre francesi. La RAF tra il 26 maggio e 4 giugno svolse un totale di oltre 4 822 missioni su Dunkerque perdendo 177 aerei, di cui 100 in combattimento e gli altri per vari motivi, il 40% dei quali bombardieri. La Luftwaffe in compenso perse circa 140 aerei.
Le significative perdite di materiali abbandonati a Dunkerque rafforzarono la dipendenza finanziaria del governo britannico nei confronti degli Stati Uniti, che si concretizzerà nella Lend-Lease, la legge sugli affitti e prestiti.

### Navi militari affondate
La Royal Navy nelle operazioni di evacuazione perse un numero significativo di navi, tra cui:
- HMS Grafton H89, affondata dall'U-62 il 29 maggio
- HMS Grenade H86, affondata a causa di un attacco aereo il 29 maggio;
- HMS Wakeful H88, affondata da un siluro lanciato dallo Schnellboote S-30 il 29 maggio;
- HMS Basilisk H11, HMS Havant H32 e HMS Keith D06, affondate da un attacco aereo il 1º giugno.

La Marina Nazionale francese perse:
- Bourrasque, mina a Nieuport il 30 maggio;
- Sirocco, affondata dagli Schnellboote S-23 e S-26 il 31 maggio;
- Foudroyant, affondata dall'attacco aereo sulla spiaggia il 1º giugno.

## Un'occasione persa

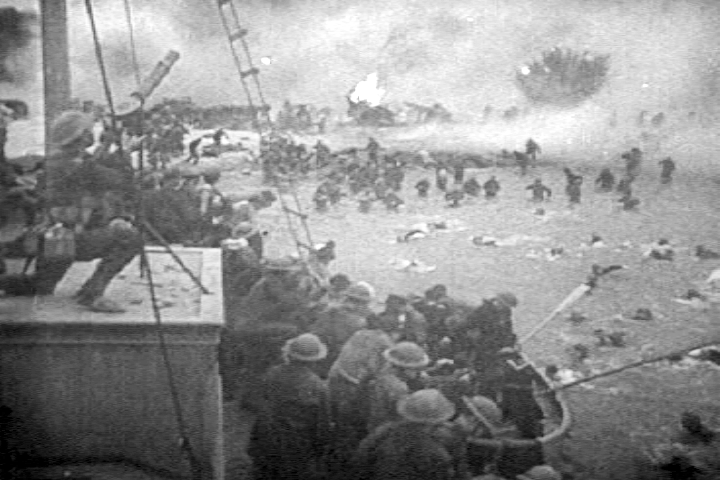
Le convulse fasi delle operazioni di evacuazione

Queste le parole di Basil Liddell Hart che sintetizza la grande occasione che le forze tedesche ebbero per catturare o uccidere oltre 300 000 soldati dell'esercito anglo-francese a Dunkerque.
Al 24 maggio c'era solo un battaglione britannico a copertura del tratto di 20 km del fiume Aa compreso tra Gravelines e Saint Omer, e per altri 100 km nell'entroterra la linea del canale non era molto meglio presidiata. Pochi ponti erano stati demoliti, e in molti casi non erano stati attuati neppure i preparativi per la demolizione degli altri. Infatti il 23 maggio le truppe corazzate tedesche non avevano trovato difficoltà nel gettare teste di ponte al di là del canale, che come disse Lord Gort, "rappresentava l'unico ostacolo anticarro su questo fianco".
Prosegue sempre Hart: "Una volta attraversato il canale, nulla avrebbe potuto impedire alle avanguardie corazzate tedesche di proseguire la loro avanzata e di tagliare le linee di ritirata della BEF verso Dunkerque, nulla eccetto un ordine di Hitler". Fu proprio quel che accadde il 17 maggio quando il generale Heinz Guderian, mentre era ormai lanciato verso il mare, fu improvvisamente fermato. Hitler era preoccupato della tenuta del fianco meridionale, e solo quando gli fu assicurato che unità di fanteria si stavano disponendo per coprire il fianco in questione, predispose che le forze corazzate riprendessero la loro avanzata. Il 20 maggio le unità di Guderian raggiunsero la costa bloccando le linee di comunicazione Alleate con il Belgio.
Proprio il 24 maggio il Führer si recò al quartier generale di Gerd von Rundstedt in un momento cruciale. Hitler, preoccupato dalle forze britanniche dispiegate nella zona di Arras e da un possibile attacco francese a sud, parlò di questo a von Rundstedt, già di per sé uno stratega prudente, che gli esplicò la possibilità nei giorni successivi di dover fronteggiare attacchi provenienti da nord e soprattutto da sud. Von Rundstedt aveva già in mente di affidare a Fedor von Bock il completamento dell'operazione con l'accerchiamento a nord, pensando già a futuri sviluppi a sud, quindi nei suoi piani non c'era la volontà di fermare le divisioni corazzate. Ma Hitler trovò nel colloquio con von Rundstedt una definitiva giustificazione alla sua volontà di fermare i Panzer, secondo lui troppo importanti per essere utilizzati in una campagna pericolosa quale quella nelle Fiandre in vista dell'imminente attacco nella seconda fase dell'offensiva in Francia.
Un'altra giustificazione alla decisione di Hitler è poi riconducibile al Reichsmarschall Hermann Göring che suggerì al Führer che "Dunkerque deve essere lasciata alla Luftwaffe"; alla forza aerea fu quindi ordinato di continuare l'attacco a Dunkerque, nella convinzione che sarebbe bastato l'intervento in massa degli aerei tedeschi per impedire l'evacuazione via mare delle truppe Alleate.
In generale la controversa decisione di Hitler potrebbe essere stata influenzata da diversi fattori sia militari sia politici, di cui tre abbastanza evidenti: il desiderio di mantenere in buone condizioni le sue forze corazzate, il timore che suscitava l'idea di avventurarsi nella paludosa regione delle Fiandre e le richieste di Göring che voleva per la Luftwaffe un ruolo principale, che evidentemente non fu in grado di sopportare. La decisione del Führer fu probabilmente influenzata anche dalla sua volontà di cercare dopo la campagna di Francia una pace con l'Impero britannico, che lo stesso dittatore ammirava da tempo, come esposto nel Mein Kampf: lasciare una specie di "via libera" al salvataggio dell'esercito britannico avrebbe aiutato una riconciliazione futura, che sarebbe stata preclusa se a Dunkerque le forze tedesche avessero distrutto l'esercito britannico.

## Conseguenze
Quello che poteva essere un disastro, divenne un'operazione di successo per le forze anglo-francesi. Winston Churchill in un discorso alla Camera dei Comuni esortò la popolazione nello spirito di Dunkerque (Dunkirk spirit), ma dichiarando anche di non trionfare, perché "le guerre non si vincono con le evacuazioni" (Wars are not won by evacuations). Tuttavia, le esortazioni allo "spirito di Dunkerque" segnarono profondamente il popolo britannico, tanto che ancora oggi il termine è usato per descrivere gli atteggiamenti utili per superare i momenti di avversità.
Il salvataggio delle truppe a Dunkerque fornì una notevole spinta psicologica al morale dell'esercito britannico, in un momento in cui il gabinetto di guerra di Londra aveva discusso in segreto la resa alle armate di Hitler, il paese festeggiava l'operazione quasi come una grande vittoria. Nonostante l'esercito di Sua Maestà perdesse in quei giorni di fine maggio quasi la totalità del suo equipaggiamento, i soldati poterono essere dispiegati in vista di una probabile offensiva tedesca nel territorio inglese.
Ma l'operazione Dynamo non rappresentò per oltre 100 000 soldati francesi la salvezza; la maggior parte di loro fu destinata ai porti del Sud dell'Inghilterra o a campi militari come Tidworth nei pressi, dove vennero rifocillati, ripuliti (spesso dalla popolazione piuttosto che dalle strutture) e reinquadrati per essere immediatamente rimpatriati nei porti francesi di Brest, Cherbourg e in altri porti della Normandia e della Bretagna, per continuare la lotta contro i tedeschi, in quanto al momento esisteva ancora la possibilità di continuare a combattere e la Francia sembrava lontana dal crollo definitivo.
Anche se soltanto la metà delle truppe rimpatriate furono schierate contro i tedeschi durante la campagna di Francia, molti di loro divennero prigionieri in una guerra che le forze francesi non erano in grado di contrastare. Le marce forzate verso i campi di prigionia in Germania furono delle vere e proprie torture per le truppe anglo-francesi rimaste a terra o rimpatriate poi. Molti prigionieri riferirono del trattamento brutale da parte delle guardie tedesche. Molti dei prigionieri furono condotti nella città di Treviri, dopo una marcia di quasi 20 giorni, altri marciarono verso il fiume Schelda per poi essere destinati nella Ruhr, e quindi inviati in treno verso i campi di prigionia in Germania. La maggior parte dei prigionieri, tutti quelli al di sotto del grado di caporale, lavorarono per quasi cinque anni per l'industria e l'agricoltura tedesca.
Durante il prosieguo delle operazioni, altre forze britanniche e dei Dominions vennero schierate in Francia, sotto il comando di Alan Brooke e note come "Seconda BEF"; queste forze vennero poi evacuate dal 14 giugno con l'operazione Ariel.

## Filmografia
L'evacuazione di Dunkerque ha ispirato, nel corso degli anni, diversi adattamenti cinematografici:
- Dunkerque (Dunkirk), regia di Leslie Norman (1958)
- Week-end a Zuydcoote, regia di Henri Verneuil (1964)
- L'ora più bella, regia di Lone Scherfig (2016)
- L'ora più buia, regia di Joe Wright (2017)
- Dunkirk, regia di Christopher Nolan (2017)